# Sackern
Sackern ist ein einzeln liegender Hof auf dem Gebiet der Stadt Wetter a. d. Ruhr. Historisch gehören zum Hof auch die Kotten „Am Krambrink“ und Wohnstellen an der heutigen Karl-Schwerter-Straße. Sackern gehört zum Ortsteil Esborn, einer Bauerschaft in der an dieser Stelle Eversberge genannten Hügellandschaft südlich der Ruhr.

## Geographie
Der Ortsteil Esborn hat nie eine geschlossene Siedlungsstruktur mit einem Ortskern entwickelt. Die Höfe, so auch der Hof Sackern und die zugehörigen Wohnstellen, liegen verstreut und zumeist einzeln in der Hügellandschaft. Sackern liegt in einer Sattellage der Eversberge. Die Hofstelle selbst liegt an der östlichen Seite des Sattels zwischen dem Böllberg und „Am Krambrink“. Das historisch zu Sackern gehörende Acker- und Weideland zieht sich über den Sattel bis zum Ortseingang von Albringhausen.

## Geschichte
Erstmals urkundlich erwähnt wurde Sackern im Jahre 1343. Aus der Lage des Hofes Sackern selbst, sowie dem später von Sackern abgetrennten Kotten „Am Krambrink“ und den Wohnstellen an der Karl-Schwerter-Straße, lässt sich die Lage und Ausdehnung des mittelalterlichen Hofes vermuten. 1645 wurde in einer Steuerliste die Größe des Hofes mit „15 Molderschen Landes“ angegeben, dies entspricht etwa 4 Hektar. Um Sackern und die anderen verstreut liegenden Höfe herum dehnte sich gemeinschaftlich nutzbares Land, das Markland aus. Viehhaltung war nur durch Nutzung auch dieser umliegenden Flächen und Wälder im zum Überleben erforderlichen Umfang möglich. Erst 1772 wurde das Markland unter den umliegenden Höfen und weiteren Berechtigten aufgeteilt, wodurch sich die zu Sackern gehörenden Ackerflächen erheblich vergrößerten.
Am Ende des Dreißigjährigen Kriegs wurde die Besteuerung im Amt Wetter neu geregelt. Im Juli 1645 begann die Analyse der wirtschaftlichen Leistungsfähigkeit des Amtes Wetter. Die Beschreibung der einzelnen Höfe und Besitzungen zeichnete ein deutliches Bild von dieser Zeit am Ende des Dreißigjährigen Kriegs.

## Kultur und Sehenswürdigkeiten
Das Haupthaus des Hofes Sackern ist über 200 Jahre alt und steht unter Denkmalschutz.

## Infrastruktur und Wirtschaft
Der Hof Sackern wird heute biologisch-dynamisch durch die aktiven Mitglieder des Vereines Hof Sackern bewirtschaftet. Es werden, wie in den vergangenen Jahrhunderten, sowohl Feld- und Viehwirtschaft als auch Gartenbau betrieben. Auf dem Hof, in den Stallungen und auf den Weiden leben Kühe, eine Ziegenherde, Schweine, Hühner, Gänse, Enten, zwei Ponys und ein Pferd. Auf dem Hof gibt es einen Hofladen, in welchem die Erzeugnisse direkt vermarktet werden. Außerdem gibt es einen Abo-Lieferservice und einen Stand auf Wochenmärkten.